# Monbéqui
 Monbéqui  es una población y comuna francesa, en la región de Mediodía-Pirineos, departamento de Tarn y Garona, en el distrito de Montauban y cantón de Grisolles.

## Demografía
| 344 | 351 | 304 | 311 | 273 | 353 |
| Para los censos de 1962 a 1999 la población legal corresponde a la población sin duplicidades (Fuente: INSEE [Consultar]) |     |     |     |     |     |

## Monumentos

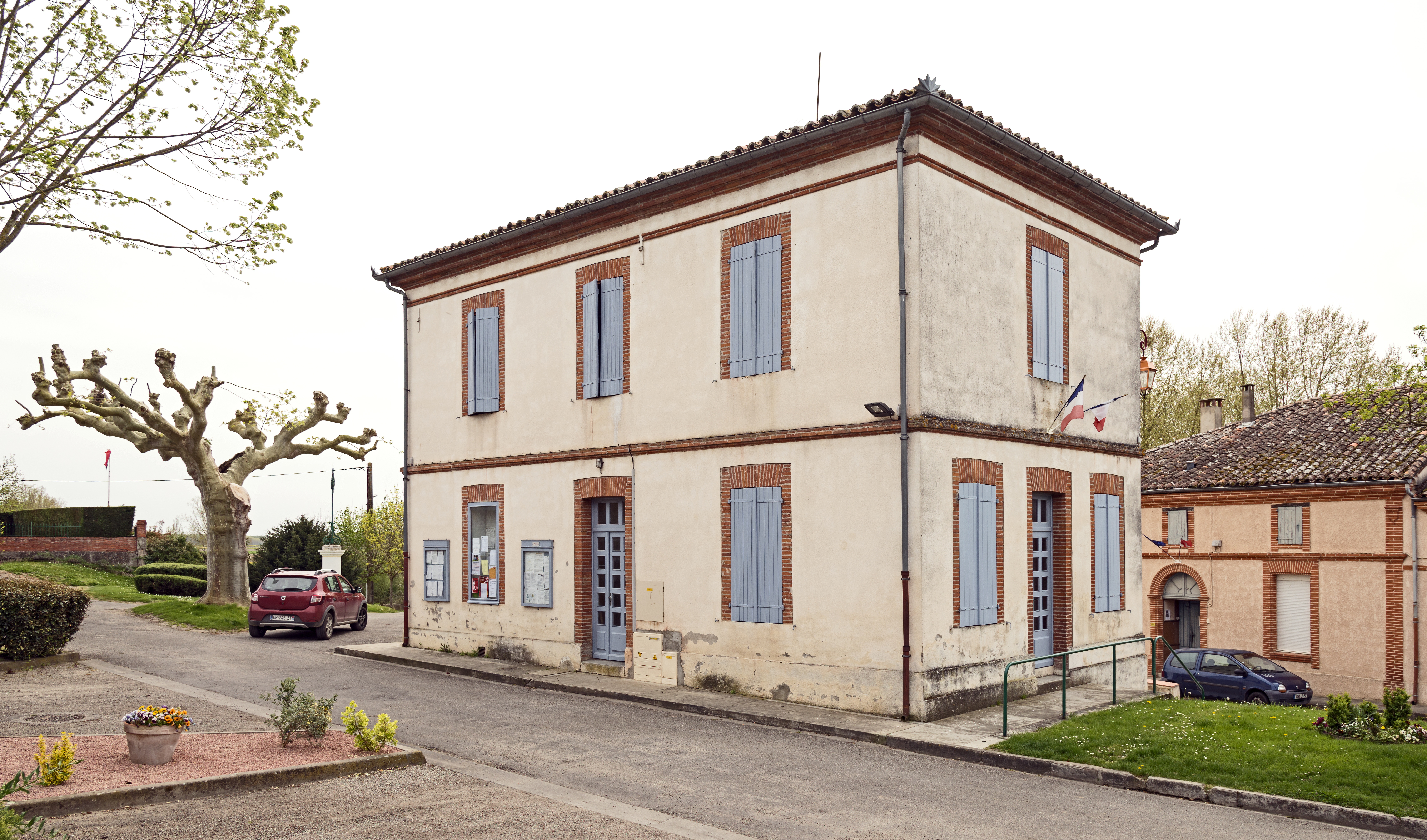
El Ayuntamiento
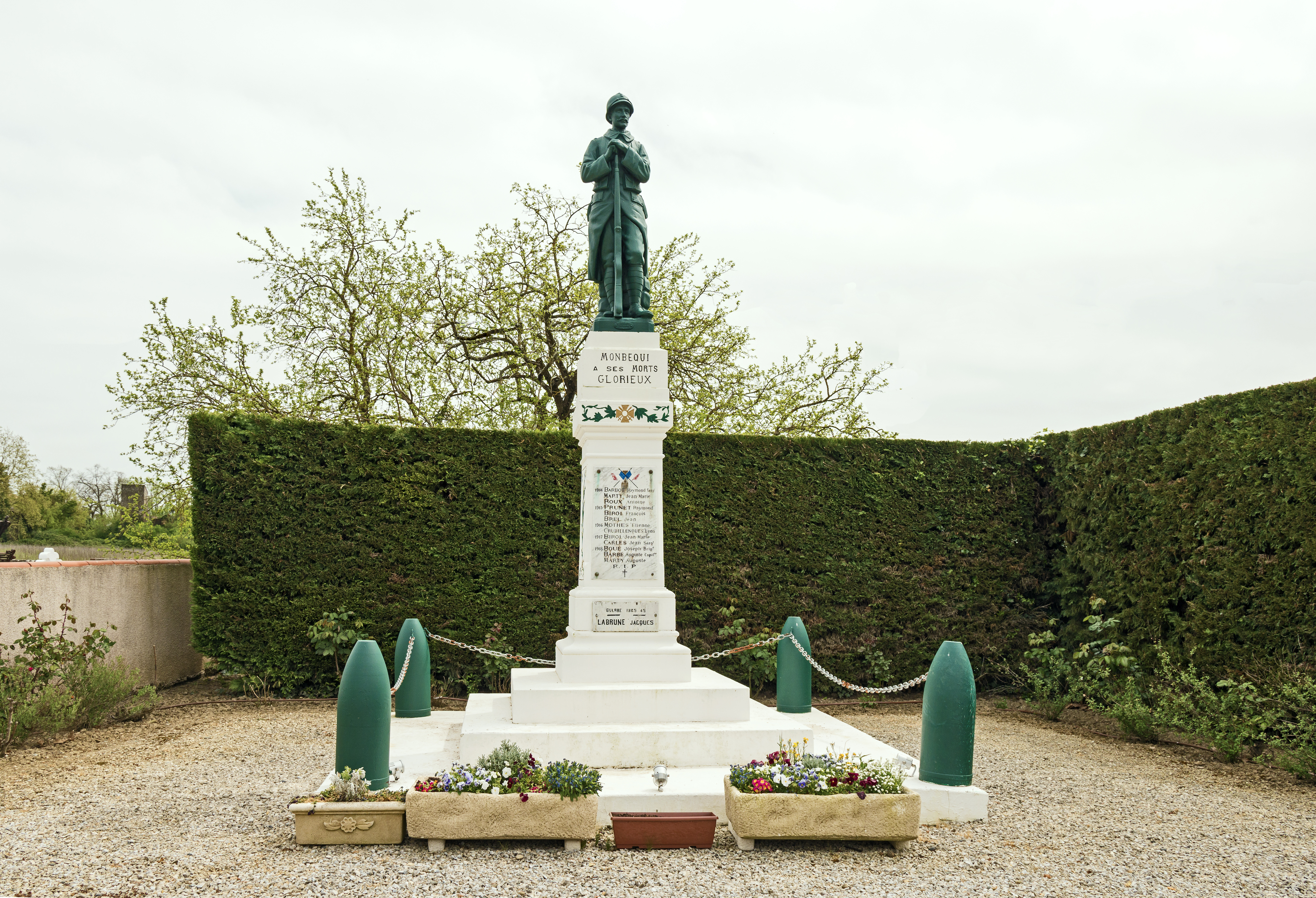
Monumento de la guerra
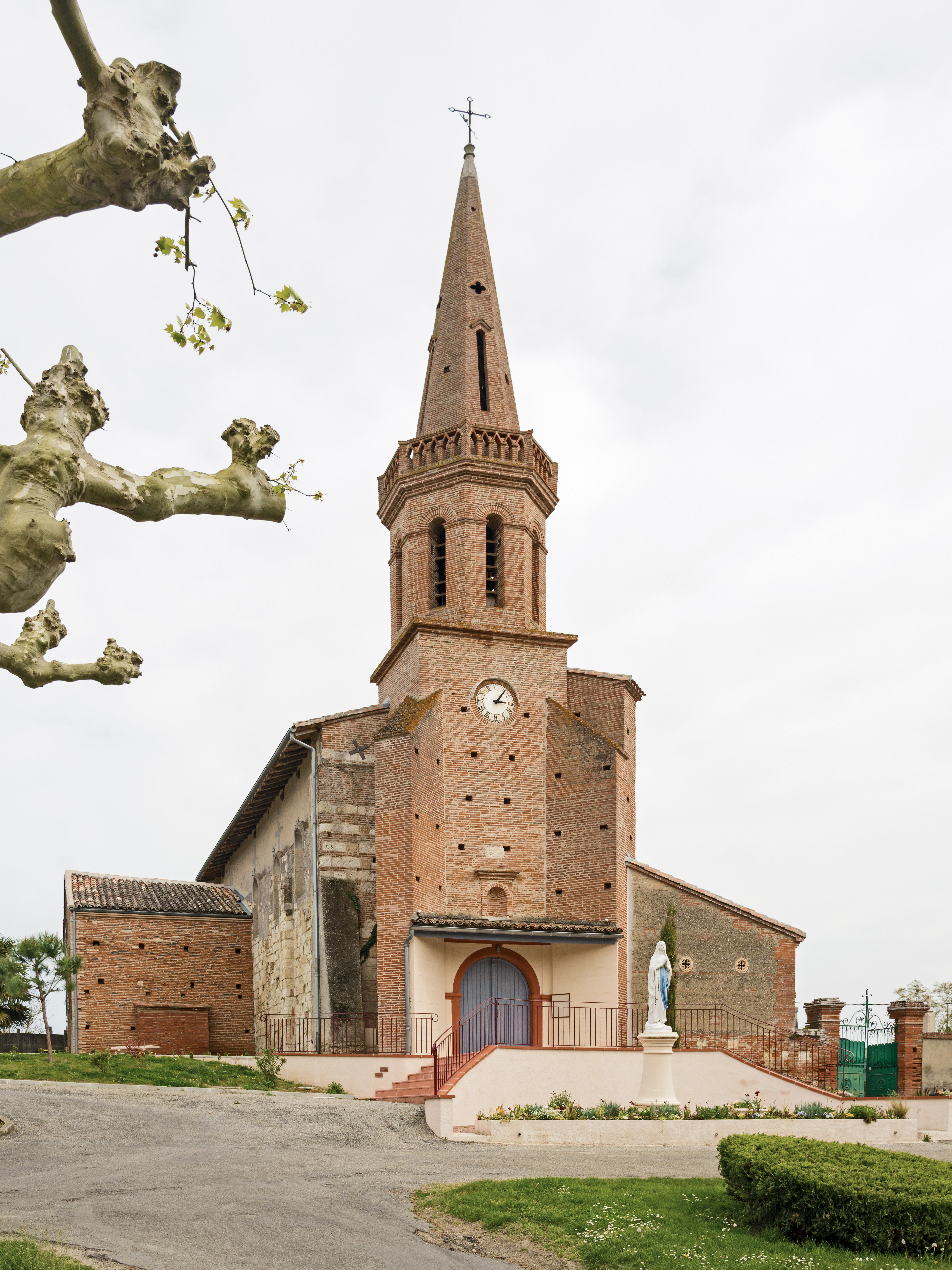
La Iglesia